# Tymoteusz Puchacz
Tymoteusz Puchacz (Sulechów, 23 januari 1999) is een Pools voetballer die doorgaans speelt als linksback. In augustus 2024 verruilde hij Union Berlin voor Holstein Kiel. Puchacz maakte in 2021 zijn debuut in het Pools voetbalelftal.

## Clubcarrière
Puchacz speelde in de jeugd van Pogoń Świebodzin en kwam via Lechia Zielona Góra terecht in de jeugdopleiding van Lech Poznań. Voor deze club maakte hij in het seizoen 2016/17 zijn professionele debuut. Op 7 mei 2017 speelde hij voor het eerst mee in de Ekstraklasa, toen met 0–3 gewonnen werd van Nieciecza door doelpunten van Mihai Răduț, Artem Poetivtsev (eigen doelpunt) en Radosław Majewski. Puchacz moest van coach Nenad Bjelica op de reservebank beginnen en hij viel tien minuten voor tijd in voor Răduț. Nadat hij in de eerste helft van het seizoen 2017/18 geen speelminuten had gekregen, werd de linksachter verhuurd aan Zagłębie Sosnowiec. Met deze club promoveerde hij vanuit de I liga naar het hoogste niveau, maar hij werd teruggeroepen naar Lech Poznań en verhuurd aan GKS Katowice.
Na afloop van de jaargang 2018/19 keerde Puchacz terug bij Lech, waar hij een basisplaats kreeg. In de zomer van 2021 maakte de verdediger voor een bedrag van circa tweeënhalf miljoen euro de overstap naar Union Berlin, waar hij zijn handtekening zette onder een verbintenis voor de duur van vier seizoenen. De Pool speelde in zijn eerste halfjaar slechts in de UEFA Europa Conference League. Hierop werd hij in januari 2022 tot aan de zomer verhuurd aan Trabzonspor. Een jaar later werd hij opnieuw verhuurd, nu aan Panathinaikos. Medio 2023 nam 1. FC Kaiserslautern hem op huurbasis over.
Na deze tweede verhuurperiode vertrok Puchacz definitief bij Union Berlin. De Pool werd overgenomen door het naar de Bundesliga gepromoveerde Holstein Kiel. Na tien wedstrijden in de eerste seizoenshelft huurde Plymouth Argyle hem in de winterstop tot het einde van de jaargang.

## Clubstatistieken
| Seizoen | Club                   | Competitie    | Competitie | Competitie | Beker | Beker | Internationaal | Internationaal | Totaal | Totaal |
| Seizoen | Club                   | Competitie    | Wed.       | Dlp.       | Wed.  | Dlp.  | Wed.           | Dlp.           | Wed.   | Dlp.   |
| ------- | ---------------------- | ------------- | ---------- | ---------- | ----- | ----- | -------------- | -------------- | ------ | ------ |
| 2016/17 | Lech Poznań            | Ekstraklasa   | 1          | 0          | 0     | 0     | —              | —              | 1      | 0      |
| 2017/18 | Lech Poznań            | Ekstraklasa   | 0          | 0          | 0     | 0     | 0              | 0              | 0      | 0      |
| 2017/18 | → Zagłębie Sosnowiec   | I liga        | 15         | 0          | 0     | 0     | —              | —              | 15     | 0      |
| 2018/19 | → Zagłębie Sosnowiec   | Ekstraklasa   | 2          | 0          | 0     | 0     | —              | —              | 2      | 0      |
| 2018/19 | → GKS Katowice         | I liga        | 25         | 4          | 2     | 0     | —              | —              | 27     | 4      |
| 2019/20 | Lech Poznań            | Ekstraklasa   | 35         | 3          | 5     | 1     | —              | —              | 40     | 4      |
| 2020/21 | Lech Poznań            | Ekstraklasa   | 27         | 1          | 4     | 1     | 10             | 1              | 41     | 2      |
| 2021/22 | Union Berlin           | Bundesliga    | 0          | 0          | 0     | 0     | 7              | 0              | 7      | 0      |
| 2021/22 | → Trabzonspor          | Süper Lig     | 9          | 0          | 4     | 0     | —              | —              | 13     | 0      |
| 2022/23 | Union Berlin           | Bundesliga    | 1          | 0          | 1     | 1     | 1              | 0              | 3      | 1      |
| 2022/23 | → Panathinaikos        | Super League  | 13         | 0          | 3     | 0     | —              | —              | 16     | 0      |
| 2023/24 | → 1. FC Kaiserslautern | 2. Bundesliga | 31         | 1          | 5     | 0     | —              | —              | 36     | 1      |
| 2024/25 | Holstein Kiel          | Bundesliga    | 10         | 0          | 2     | 0     | —              | —              | 12     | 0      |
| 2024/25 | → Plymouth Argyle      | Championship  | 15         | 0          | 3     | 0     | —              | —              | 18     | 0      |
| Totaal  | Totaal                 | Totaal        | 184        | 9          | 29    | 3     | 18             | 1              | 231    | 13     |

Bijgewerkt op 20 juli 2025.

## Interlandcarrière
Puchacz werd in mei 2021 door bondscoach Paulo Sousa opgenomen in de selectie van het Pools voetbalelftal voor het uitgestelde EK 2020. Zijn debuut maakte de vleugelverdediger tijdens een vriendschappelijke wedstrijd tegen Rusland. Jakub Świerczok opende namens Polen de score na vier minuten en een kwartier later maakte Vjatsjeslav Karavajev gelijk, waar het bij zou blijven: 1–1. Puchacz begon in de basisopstelling en speelde het gehele duel mee. Op het toernooi werd Polen uitgeschakeld in de groepsfase, na nederlagen tegen Slowakije (1–2) en Zweden (3–2) en een gelijkspel tegen Spanje (1–1). Puchacz speelde in alle drie de wedstrijden mee. Zijn toenmalige teamgenoot Ľubomír Šatka (Slowakije) was ook actief op het EK.
In oktober 2022 werd Puchacz door bondscoach Czesław Michniewicz opgenomen in de Poolse voorselectie voor het WK 2022. Voor de uiteindelijke selectie was hij een van de afvallers.
Puchacz werd in mei 2024 door bondscoach Michał Probierz opgenomen in de voorselectie van Polen voor het EK 2024 in Duitsland. Polen werd in de groepsfase uitgeschakeld na nederlagen tegen Nederland (1–2) en Oostenrijk (1–3) en een gelijkspel tegen Frankrijk (1–1). Puchacz kwam op het EK niet in actie.
| Interlands van Tymoteusz Puchacz voor Polen | Interlands van Tymoteusz Puchacz voor Polen | Interlands van Tymoteusz Puchacz voor Polen | Interlands van Tymoteusz Puchacz voor Polen | Interlands van Tymoteusz Puchacz voor Polen | Interlands van Tymoteusz Puchacz voor Polen |
| №                                           | Datum                                       | Wedstrijd                                   | Uitslag                                     | Competitie                                  | Goals                                       |
| Als speler bij Lech Poznań                  | Als speler bij Lech Poznań                  | Als speler bij Lech Poznań                  | Als speler bij Lech Poznań                  | Als speler bij Lech Poznań                  | Als speler bij Lech Poznań                  |
| ------------------------------------------- | ------------------------------------------- | ------------------------------------------- | ------------------------------------------- | ------------------------------------------- | ------------------------------------------- |
| 1                                           | 1 juni 2021                                 | Polen – Rusland                             | 1 – 1                                       | Vriendschappelijk                           |                                             |
| 2                                           | 8 juni 2021                                 | Polen – IJsland                             | 2 – 2                                       | Vriendschappelijk                           |                                             |
| 3                                           | 14 juni 2021                                | Polen – Slowakije                           | 1 – 2                                       | EK 2020                                     |                                             |
| 4                                           | 19 juni 2021                                | Spanje – Polen                              | 1 – 1                                       | EK 2020                                     |                                             |
| 5                                           | 23 juni 2021                                | Zweden – Polen                              | 3 – 2                                       | EK 2020                                     |                                             |
| Als speler bij Union Berlin                 |                                             |                                             |                                             |                                             |                                             |
| 6                                           | 2 september 2021                            | Polen – Albanië                             | 4 – 1                                       | WK 2022 kwalificatie                        |                                             |
| 7                                           | 5 september 2021                            | San Marino – Polen                          | 1 – 7                                       | WK 2022 kwalificatie                        |                                             |
| 8                                           | 8 september 2021                            | Polen – Engeland                            | 1 – 1                                       | WK 2022 kwalificatie                        |                                             |
| 9                                           | 12 oktober 2021                             | Albanië – Polen                             | 0 – 1                                       | WK 2022 kwalificatie                        |                                             |
| 10                                          | 15 november 2021                            | Polen – Hongarije                           | 1 – 2                                       | WK 2022 kwalificatie                        |                                             |
| Als speler bij Trabzonspor                  |                                             |                                             |                                             |                                             |                                             |
| 11                                          | 1 juni 2022                                 | Polen – Wales                               | 2 – 1                                       | Nations League 2022/23                      |                                             |
| 12                                          | 8 juni 2022                                 | België – Polen                              | 6 – 1                                       | Nations League 2022/23                      |                                             |
| Als speler bij 1. FC Kaiserslautern         |                                             |                                             |                                             |                                             |                                             |
| 13                                          | 21 maart 2024                               | Polen – Estland                             | 5 – 1                                       | EK 2024 kwalificatie                        |                                             |
| 14                                          | 7 juni 2024                                 | Polen – Oekraïne                            | 3 – 1                                       | Vriendschappelijk                           |                                             |
| Als speler bij Holstein Kiel                |                                             |                                             |                                             |                                             |                                             |
| 15                                          | 18 november 2024                            | Polen – Schotland                           | 1 – 2                                       | Nations League 2024/25                      |                                             |

Bijgewerkt op 20 juli 2025.

## Erelijst
| Süper Lig | 1 | 2021/22 |